# Dolliver Nelson
L. Dolliver M. Nelson (* 27. Juni 1932 in Sauteurs; † 18. Juli 2016) war ein Jurist aus Grenada. Er gehörte von 1996 bis 2014 als Richter dem Internationalen Seegerichtshof an und war von 2002 bis 2005 Präsident des Gerichts.

## Leben
Dolliver Nelson erwarb 1954 einen B.A.-Abschluss an der University of the West Indies und 1964 einen Master of Laws an der London School of Economics (LSE), an der er fünf Jahre später auch promovierte. 1971 erhielt er in Großbritannien die Zulassung als Barrister (Anwalt mit der Befähigung zum Richteramt) an der Anwaltskammer Gray’s Inn, ein Jahr später wurde er auch in seinem Heimatland als Anwalt zugelassen.
Von 1970 bis 1977 war Dolliver Nelson als Dozent an der LSE tätig. Ab 1974 wirkte er als Beamter für Seerecht, ab 1976 als leitender Beamter und von 1984 bis 1994 als stellvertretender Direktor in der Abteilung für ozeanische Angelegenheiten und Seerecht des Bereichs Rechtsangelegenheiten im Sekretariat der Vereinten Nationen (UN). Zwischen 1983 und 1994 war er Geschäftsführer der Vorbereitungskommission zur Einrichtung der Internationalen Meeresbodenbehörde, die 1994 ihre Arbeit aufnahm, und des zwei Jahre später entstandenen Internationalen Seegerichtshofs. Im Jahr 1980 wirkte er als Gastprofessor an der Dalhousie University im kanadischen Halifax und von 1995 bis 2003 an der LSE.
Zwischen dem 1. Oktober 1996 und dem 30. September 2014 war Dolliver Nelson Richter am Internationalen Seegerichtshof in Hamburg. Von 1999 bis 2002 war er Vizepräsident und von 2002 bis 2005 Präsident des Gerichts. Sein Nachfolger in diesem Amt wurde im Oktober 2005 der deutsche Jurist Rüdiger Wolfrum.

## Auszeichnungen
1998 erhielt Nelson den Fiftieth Anniversary Distinguished Graduate Award der University of the West Indies.